# 1961年逝世人物列表
1961年逝世人物列表：1月 - 2月 - 3月 - 4月 - 5月 - 6月 - 7月 - 8月 - 9月 - 10月 - 11月 - 12月
下面是1961年逝世的知名人士列表。

## 1月

### 4日
- 巴里·菲茨杰拉德，愛爾蘭演員[1]
- 埃尔温·薛定谔，奧地利物理學家，諾貝爾獎獲得者

### 8日
- 弗朗齊謝克·弗洛斯，捷克小說家

### 9日
- 艾米莉·格林·巴爾奇，美國作家和和平主義者，諾貝爾和平獎獲得者

### 10日
- 達許·漢密特，美國作家[2]

### 13日
- 尼諾·瑪律切西尼，義大利演員
- 布蘭奇·林，美國歌手和女演員

### 17日
- 派翠斯·盧蒙巴，剛果民主共和國第一任總理

### 18日
- 湯瑪斯·安東尼·杜利三世，醫生

### 21日
- 布萊斯·岑德拉斯，瑞士作家[3]
- 約翰·貝克爾，美國作曲家和鋼琴家

### 24日
- 阿爾弗雷德·卡爾頓·吉伯特，美國游泳運動員和發明家

### 26日
- 斯坦·尼科爾斯，英國板球運動員

### 29日
- 傑西·華萊士，美國海軍軍官，美屬薩摩亞第29任總督

### 30日
- 多蘿西·湯普森，美國記者[4]

## 2月

### 2日
- 安娜·梅·黃，華裔美國女演員

### 3日
- 第一代鄧羅西爾子爵威廉·莫裡森，澳大利亞總督

### 4日
- 黑茲爾·希爾德，美國作家
- 菲力浦·加梅，英國陸軍軍官、殖民地總督和警官

### 6日
- 第二代澤特蘭侯爵勞倫斯·鄧達斯，英國政治家

### 7日
- 威廉·鄧肯，美國演員

### 9日
- 卡洛斯·盧斯，巴西政治家，巴西第19任總統

### 12日
- 里士滿·特納，美國海軍上將

### 13日
- 亞瑟·里普利，美國電影導演

### 15日
- 勞倫斯·歐文，美國花樣滑冰運動員

### 16日
- 達齊·凡斯，美國棒球運動員（布魯克林道奇隊）和美國職業棒球大聯盟名人堂成員

### 17日
- 霍雷肖·伯尼-菲爾金，英國陸軍上將
- 妮塔·納爾迪，美國女演員

### 20日
- 帕西·葛人傑，澳大利亞作曲家

### 22日
- 喬治·德·奎瓦斯，智利裔美國芭蕾舞演員和編舞家
- 尼克·拉羅卡，美國爵士音樂家

### 25日
- 塞巴斯蒂亞諾·維斯孔蒂·普拉斯卡，義大利將軍[5]

### 26日
- 乌贝托·德莫尔普戈，義大利網球運動員[6]
- 摩洛哥國王穆罕默德五世

### 28日
- Aaron S. Merrilll，美國海軍上將

## 3月

### 3日
- 阿齐祖尔·哈克，孟加拉伊斯蘭學者[7]
- 保罗·维特根斯坦，奧地利出生的鋼琴家

### 6日
- 喬治·福爾比，英國歌手、喜劇演員和演員
- 奧斯瓦爾德·雷納，英國軍情六處特工

### 8日
- 汤玛斯·比彻姆，英國指揮家
- Gala Galaction，羅馬尼亞作家

### 12日
- 维克托·达西，英國奧運運動員
- 貝琳達·李，英國女演員

### 17日
- 蘇珊娜·索爾特，美國第一位女市長

### 22日
- 尼古拉·馬薩利蒂諾夫，蘇聯出生的保加利亞演員

### 23日
- 瓦倫丁·邦達連科，俄羅斯宇航員

### 25日
- 亞瑟·德魯里，英國行政長官，國際足聯第5任主席

### 26日
- 卡洛斯·杜阿爾特·科斯塔，巴西羅馬天主教大主教和聖人，巴西天主教使徒教會創始人

## 4月

### 2日
- 沃林福德·裡格，美國音樂作曲家

### 3日
- 埃利西奧·穆裡尼奧，阿根廷足球運動員

### 6日
- 朱爾·博爾代，比利時免疫學家和微生物學家，諾貝爾生理學或醫學獎獲得者

### 7日
- 凡妮莎·貝爾，英國藝術家和室內設計師
- 赫蘇斯·古裡迪，西班牙巴斯克作曲家[8]

### 9日
- 索古一世，阿爾巴尼亞政治領袖，阿爾巴尼亞第11任總理、阿爾巴尼亞第7任總統和阿爾巴尼亞國王[9]

### 11日
- 帕德瑪·舒姆舍爾·張·巴哈杜爾·拉納，尼泊爾第16任總理

### 12日
- 姆巴雷克·貝克凱，摩洛哥第一任首相
- 阿齊茲·埃札特·帕夏，埃及政治家

### 19日
- 曼努埃爾·基羅加，西班牙小提琴家

### 21日
- 詹姆斯·梅爾頓，美國男高音

### 24日
- 李·莫蘭，美國演員

### 25日
- 罗伯特·加勒特，美國奧運運動員
- 喬治·梅爾福德，美國演員

### 27日
- 羅伊·德爾·魯斯，美國電影導演
- 佐佐木登，日本將軍

### 30日
- 迪基·戴爾，英國摩托車公路賽車手
- 杰西·雷德蒙·福塞特，美國編輯、作家和教育家[10]

## 5月

### 3日
- 拉霍斯·丁尼斯，匈牙利第41任總理
- 莫里斯·梅洛-龐蒂，法國現象學哲學家

### 6日
- 盧西安·布拉加，羅馬尼亞詩人和哲學家

### 13日
- 賈利·古柏，美國演員

### 14日
- 阿爾伯特·塞維尼，加拿大政治家

### 16日
- 喬治·瑪律科姆，美國法學家和教育家

### 22日
- 瓊·大衛斯，美國女演員

### 30日
- 拉斐尔·特鲁希略，多明尼加政治家和軍人，兩屆多明尼加共和國總統

## 6月

### 6月
- 康斯坦丁·康斯坦丁內斯庫-克拉普斯，羅馬尼亞將軍

### 2日
- 喬治·考夫曼，美國劇作家[11]

### 4日
- 威廉·阿斯特伯里，英國物理學家和分子生物學家[12]

### 6日
- 卡爾·榮格，瑞士心理學家、精神科醫生，分析心理學的創始者。

### 9日
- 卡米尔·介兰，法國細菌學家和免疫學家

### 14日
- 埃迪·波羅，奧地利裔美國演員

### 16日
- 马塞尔·朱诺，瑞士醫生

### 17日
- 傑夫·錢德勒，美國演員
- 湯瑪斯·達登，美國海軍少將，美屬薩摩亞第37任總督

### 18日
- 埃迪·蓋德爾，患有侏儒症的美國人

### 19日
- 理查·特納，加拿大將軍，維多利亞十字勳章獲得者[13]

### 23日
- 尼古拉·瑪律科，蘇聯指揮家

### 24日
- 喬治·華盛頓·范德比爾特三世，美國慈善家

### 25日
- 約翰·亞歷山大·道格拉斯·麥柯迪，新斯科舍省副省長兼飛行員

### 27日
- 保羅·吉爾福伊爾，美國演員
- 穆赫塔爾·奧佐夫，哈薩克作家

### 30日
- 李·德富雷斯特，美國發明家

## 7月

### 1日
- 納蘇希·布哈裡，敘利亞士兵和政治家，敘利亞第12任總理
- 路易·費迪南德·塞琳，法國作家[14]

### 2日
- 歐内斯特·海明威，美国作家[15]

### 4日
- 佛蘭克林·法納姆，美國演員

### 6日
- 康斯坦丁諾斯·洛戈托普洛斯，希臘總理

### 9日
- 惠特克·钱伯斯，美國間諜和希斯案的證人[16]

### 15日
- 尼娜·巴里，俄羅斯數學家[17]

### 17日
- 泰·柯布，美國棒球選手

### 23日
- 埃絲特·戴爾，美國女演員
- 瓦倫丁·大衛斯，美國編劇
- 東久邇成子，東久邇宮盛厚王妃。舊稱照宮成子內親王、盛厚王妃成子內親王

### 28日
- 哈裡·格魯賓，美國無聲電影演員

### 30日
- 塞迪克·多拉塔巴迪，波斯女權主義者、女權活動家和記者[18]

## 8月

### 1日
- 多明戈·佩雷斯·卡塞雷斯，西班牙羅馬天主教神父和聖人

### 3日
- 佐爾坦·蒂爾迪，匈牙利第39任總理

### 4日
- 莫裡斯·圖爾內爾，法國電影導演

### 5日
- 西德尼·霍蘭德，紐西蘭政治家，紐西蘭第25任總理

### 8日
- 梅兰芳，中国京剧藝術大師，「四大名旦」之首

### 9日
- 沃爾特·比德爾·史密斯，美國將軍和外交官

### 11日
- 威廉·傑克遜，美國黑幫老大

### 14日
- 亨利·布勒伊，法國牧師、考古學家、人類學家和民族學家
- 克拉克·阿什頓·史密斯，美國作家和雕塑家

### 20日
- 珀西·布里奇曼，美國物理學家，諾貝爾獎獲得者

### 23日
- 聖哥達·薩克森伯格，德國第一次世界大戰海軍飛行員和戰鬥機王牌
- 比尔斯·赖特，美國網球運動員[19]

### 26日
- 霍华德·P·罗伯逊，美國物理學家
- 蓋爾·羅素，美國女演員

### 30日
- 查尔斯·科伯恩，美國演員
- 克裡斯托瓦爾·德·洛薩達·普加，秘魯數學家和採礦工程師

## 9月

### 1日
- 埃罗·萨里宁，芬蘭建築師[20]

### 3日
- 理查·梅森，英國探險家

### 4日
- 查尔斯·邓巴·伯恩吉斯·金，1920年至1930年利比里亞總統[21]

### 5日
- 路易斯·阿克利，美國學者[22]

### 7日
- 彼得·格布蘭迪，1940年至1945年荷蘭首相[23]

### 10日
- 莫哈末·依斯干达 ，马来西亚首相马哈迪·莫哈末的父亲、吉打州苏丹阿都哈密学院（英语：Kolej Sultan Abdul Hamid）第一任校长

### 16日
- 珀西·查普曼，英國板球運動員
- 哈桑·費米，土耳其政治家

### 17日
- 米格爾·戈麥斯·鮑，西班牙出生的阿根廷演員
- 阿德南·曼德列斯，土耳其政治家，土耳其第9任總理（已處決）

### 18日
- 达格·哈马舍尔德，瑞典外交官、政治家和作家，聯合國第二任秘書長，諾貝爾和平獎獲得者[24]

### 21日
- 喬治亞·安·羅賓遜，社區工作者和第一位被任命為洛杉磯員警的非裔美國女性

### 22日
- 瑪麗昂·大衛斯，美國女演員[25]

### 23日
- 埃爾默·迪克托尼烏斯，芬蘭詩人和作曲家[26]

### 24日
- 萨姆纳·威尔斯，美國外交官

### 25日
- 弗蘭克·費伊，美國雜耍喜劇演員、電影和舞台演員

### 26日
- 羅伯特·艾克爾伯格，美國將軍
- 胡安妮塔·漢森，美國女演員

### 27日
- 希尔达·杜利特尔，美國詩人和小說家[27]

## 10月

### 1日
- 唐納德·庫克，美國演員

### 2日
- 埃辛頓·路易斯，澳大利亞實業家

### 4日
- 馬克斯·韋伯，波蘭裔美國藝術家

### 6日
- 魯本·克拉克，美國政治家和摩門教領袖[28]

### 11日
- 奇科·馬克思，美國喜劇演員

### 13日
- 蒲隆地第二任總理路易士·魯瓦加索爾（遇刺）
- 玛雅·黛伦，俄羅斯出生的美國電影製片人
- 佐爾坦·科達，匈牙利編劇兼導演
- 敦·卡姆·普塞拉，馬爾他作家

### 14日
- 保罗·拉马迪埃，法國政治家，法國第63任總理
- 哈麗特·肖·韋弗，英國政治活動家

### 18日
- 青木鶴子，日本女演員[29]

### 19日
- 塞姆斯丁·居纳尔塔伊，土耳其歷史學家和政治家，土耳其第8任總理
- 塞爾吉奧·奧斯梅尼亞，菲律賓政治家，菲律賓第四任總統

### 21日
- 卡尔·科尔施，德國馬克思主義理論家[30]

### 22日
- 約瑟夫·申克，出生於俄羅斯的電影製片廠主管
- 阿洛伊斯·范·德·維韋雷，比利時第25任首相

### 26日
- 米兰·斯托亚迪诺维奇，南斯拉夫第12任總理

### 30日
- 路易吉·埃諾迪，義大利經濟學家和政治家，義大利第二任總統

### 31日
- 奧古斯都·約翰，威爾士畫家[31]

## 11月

### 1日
- 末底改·漢姆，美國傳教士

### 2日
- 詹姆斯·瑟伯，美國幽默家[32]
- 薩勒曼·本·哈馬德·阿勒哈利法一世，巴林第12代哈基姆

### 3日
- 湯瑪斯·弗林，英國羅馬天主教主教和牧師

### 9日
- 斐迪南德·比挪威，奧運運動員

### 15日
- 艾爾西·弗格森，美國女演員
- 約翰娜·韋斯特戴克，荷蘭植物病理學家

### 16日
- 山姆·雷伯恩，美國眾議院議長

### 19日
- 迈克尔·洛克菲勒，納爾遜·洛克菲勒之子（失蹤日期）

### 22日
- 安塞爾莫·阿利格羅·米拉，古巴政治家、古巴第三任總理、第二次世界大戰領導人

### 24日
- 露絲·查特頓，美國女演員、小說家和飛行員

### 25日
- 阿德麗娜·德·拉拉，英國作曲家

### 30日
- 安娜·古爾德，美國女繼承人和社交名媛，金融家傑伊·古爾德的女兒

## 12月

### 2日
- 杜爾西·瑪麗·皮勒斯，英國醫學插畫家

### 3日
- 派特·奧哈拉·伍德，澳大利亞網球運動員

### 6日
- 弗朗茨·法农，馬提尼誇哲學家

### 7日
- 赫伯特·皮特曼，英國水手，泰坦尼克號三副

### 10日
- 埃爾文·韋爾奇，紐西蘭農民、鳥類學家、環保主義者和開放弟兄會傳教士

### 13日
- 安娜·瑪麗·羅伯遜·摩西又名摩西奶奶，美國天真的畫家

### 14日
- 余仁爱，马来西亚华人，巴罗中华基督教会长老，长子为知名商人邱文玉[33]

### 15日
- 喬阿基諾·法伊拉，義大利出生的美國物理學家

### 20日
- 莫斯·哈特，美國劇作家
- 厄尔·佩吉，澳大利亞政治家，澳大利亞第11任總理

### 22日
- 迪克·埃利奧特，美國演員[34]

### 23日
- 庫爾特·邁爾，德國武裝黨衛軍將軍和戰犯[35]
- 范妮·舒恩海特，西班牙內戰中的荷蘭共產黨中尉。

### 25日
- 奧托·洛維，德國出生的藥理學家，諾貝爾生理學或醫學獎獲得者

### 27日
- 伯納德·麥康維爾，美國編劇

### 28日
- 伊迪絲·威爾遜，1915 年至 1921 年擔任美國第一夫人

### 29日
- 安東·弗萊特納，德國航空工程師和發明家